# 韓成
韓成（？—前206年），戰國時期韓國的宗室，秦朝末年，第一任韓王，後項羽疑其通漢王，問斬。

## 生平
漢高祖劉邦佔據沛縣起義時，韓成在去投靠項梁的途中，遇到五世相韓的張良，他們便一起去投靠項梁。
後來，張良請求項梁立一位韓國的宗室後裔，令韓國復國，項梁選定韓成為韓王，將數千士兵借予韓成，韓成遂於穎川一帶與秦軍展開游击战，但攻下數座城池後，又被秦兵奪回。
前206年正月，項羽分封諸侯，仍把韓成封為韓王，但因韓成曾遣張良跟隨劉邦，而不讓韓成赴藩，反而把韓成帶到彭城。七月，項羽因疑忌韓成，貶他为穰侯，不久更把他斬首，迫使張良逃亡投奔劉邦。之後項羽改立大夫鄭昌為韓王。